# غار کهول
غار کهول مربوط به دوران فرادیرینه‌سنگی تا دوره نوسنگی است و در شهرستان مراغه، بخش سراجو، دهستان سراجوی شرقی، روستای صومه سفلی واقع شده و این اثر در تاریخ ۲۵ آبان ۱۳۸۷ با شمارهٔ ثبت ۲۳۶۲۳ به‌عنوان یکی از آثار ملی ایران به ثبت رسیده است.